# Пергамская библиотека

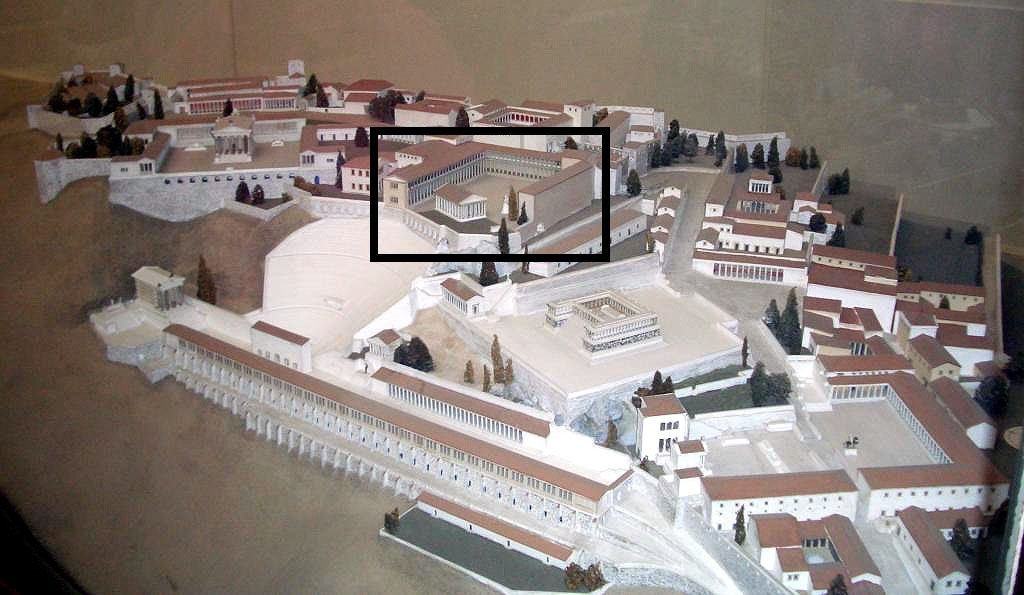
Местоположение библиотеки на акрополе. Макет древнего Пергама

Пергамская библиотека — одно из главных книжных собраний в античном мире.

## Город Пергам
Античный город Пергам (др.-греч. Πέργᾰμον) располагался в Анатолии, на западном побережье Малой Азии. В настоящее время на этом месте находится современный турецкий город Бергама. В III—II вв. до н. э. Пергам был столицей Пергамского царства под властью династии Атталидов.
При Эвмене II, который заключил союз с Римской республикой, Пергам был богатым, развивающимся городом с населением свыше 200 тыс. человек. В культурном отношении он мог бы сравниться лишь с Александрией и Антиохией. Среди его достопримечательностей — знаменитый Пергамский алтарь, Асклепиум, храмы Афины и Деметры и т. д.

## История библиотеки
Пергамская библиотека была основана Эвменом II и расположена в северной части акрополя. Она стала второй по значению (после Александрийской) библиотекой античности. По свидетельству Плутарха, в ней хранилось около 200 тыс. книг. Одним из руководителей библиотеки во II в. до н. э. был Кратет Маллосский — греческий грамматик и философ-стоик. Он родился в Киликии, получил образование в Тарсе, а затем переехал в Пергам, и там жил под покровительством Эвмена II и Аттала II. Там он основал Пергамскую грамматическую школу; этот научный центр был главным конкурентом Александрии. Кратета интересовали произведения Гомера. Некоторые фрагменты его комментариев «Илиады» и «Одиссеи» были сохранены схолиастами и другими древнегреческими писателями.
Согласно Плутарху, существованию Пергамской библиотеки положил конец Марк Антоний. Он передал Клеопатре для Александрийской библиотеки все 200 тыс. книг в качестве свадебного подарка.
Существуют также непроверенные сведения о нескольких затонувших при транспортировке библиотеки кораблях.
Разумеется, каких-либо индексов и каталогов, которые бы подтверждали или опровергали это свидетельство и сообщали о размере и составе библиотеки, не сохранилось.
В Пергамской библиотеке был большой читальный зал, окруженный многочисленными полками. Пустое пространство между внешними стенами и полками служило для циркуляции воздуха. Это было сделано с целью предохранения библиотеки от излишней влажности в теплом климате Анатолии и может рассматриваться как одна из первых технологий сохранения рукописей. В главном читальном зале стояла статуя Афины, богини мудрости.

## Пергамент
Изобретение и само название пергамента связано с Пергамской библиотекой. Когда Птолемей V запретил экспорт папируса из Египта, Эвмен II повелел найти альтернативный материал для письма. Это привело к разработке технологии производства пергамена, который делали из тонких кусков овечьей или козьей кожи. Несмотря на свою дороговизну, пергамен уменьшил зависимость других стран от экспорта египетских папирусов. В дальнейшем это изобретение сыграло огромную роль в сохранении античной культуры и распространении европейской книжности.